# José Alfredo López
José Alfredo López (Buenos Aires, 24 gennaio 1897 – 10 marzo 1969) è stato un calciatore e dirigente sportivo argentino, di ruolo centrocampista.

## Caratteristiche tecniche
Giocava come mediano destro.

## Carriera

### Club
López debuttò con il Boca Juniors in campionato il 7 aprile 1918 contro il Columbian; segnò il primo gol il 15 settembre contro l'Argentino de Quilmes. Prese parte, durante la Copa Campeonato 1919, ad alcuni degli incontri che, in seguito, verranno annullati; a fine stagione vinse il titolo con il proprio club. Il 24 ottobre 1920 segnò una doppietta contro lo Sportivo Palermo, reti che rappresentarono le sue prime marcature nella Copa Campeonato 1920, poi vinta dal Boca. Il centrocampista fu anche capitano del Boca; partecipò anche alla Copa Campeonato 1921, giocando l'ultimo incontro con la squadra di Buenos Aires l'8 gennaio 1922 contro l'Huracán. Dopo il ritiro, López fu presidente del Boca Juniors nel 1947.

### Nazionale
López esordì in Nazionale il 18 luglio 1918 a Montevideo contro l'Uruguay, disputando il Gran Premio de Honor Uruguayo. Visto che l'incontro fu interrotto sul risultato di parità, fu ripetuto il 28 luglio; López presenziò anche in tale occasione. Nel 1919 prese parte a una serie di amichevoli con il Paraguay ad Asunción. Fu convocato al Sudamericano 1921 a Buenos Aires: debuttò il 2 ottobre contro il Brasile all'Estadio Iriarte y Luzuriaga. Giocò poi il 30 ottobre contro l'Uruguay.

## Statistiche

### Cronologia presenze e reti in Nazionale
| Cronologia completa delle presenze e delle reti in nazionale ― Argentina | Cronologia completa delle presenze e delle reti in nazionale ― Argentina | Cronologia completa delle presenze e delle reti in nazionale ― Argentina | Cronologia completa delle presenze e delle reti in nazionale ― Argentina | Cronologia completa delle presenze e delle reti in nazionale ― Argentina | Cronologia completa delle presenze e delle reti in nazionale ― Argentina | Cronologia completa delle presenze e delle reti in nazionale ― Argentina | Cronologia completa delle presenze e delle reti in nazionale ― Argentina |
| Data                                                                     | Città                                                                    | In casa                                                                  | Risultato                                                                | Ospiti                                                                   | Competizione                                                             | Reti                                                                     | Note                                                                     |
| ------------------------------------------------------------------------ | ------------------------------------------------------------------------ | ------------------------------------------------------------------------ | ------------------------------------------------------------------------ | ------------------------------------------------------------------------ | ------------------------------------------------------------------------ | ------------------------------------------------------------------------ | ------------------------------------------------------------------------ |
| 18/07/1918                                                               | Montevideo                                                               | Uruguay                                                                  | 1 – 1                                                                    | Argentina                                                                | Gran Premio de Honor Uruguayo                                            | 0                                                                        |                                                                          |
| 28/07/1918                                                               | Montevideo                                                               | Uruguay                                                                  | 1 – 3                                                                    | Argentina                                                                | Gran Premio de Honor Uruguayo                                            | 0                                                                        |                                                                          |
| 25/08/1918                                                               | Buenos Aires                                                             | Argentina                                                                | 2 – 1                                                                    | Uruguay                                                                  | Gran Premio de Honor Argentino                                           | 0                                                                        |                                                                          |
| 11/05/1919                                                               | Asunción                                                                 | Paraguay                                                                 | 1 – 5                                                                    | Argentina                                                                | Amichevole                                                               | 0                                                                        |                                                                          |
| 15/05/1919                                                               | Asunción                                                                 | Paraguay                                                                 | 0 – 3                                                                    | Argentina                                                                | Amichevole                                                               | 0                                                                        |                                                                          |
| 21/05/1919                                                               | Asunción                                                                 | Paraguay                                                                 | 1 – 2                                                                    | Argentina                                                                | Amichevole                                                               | 0                                                                        |                                                                          |
| 24/05/1919                                                               | Asunción                                                                 | Paraguay                                                                 | 1 – 2                                                                    | Argentina                                                                | Amichevole                                                               | 0                                                                        |                                                                          |
| 02/10/1921                                                               | Buenos Aires                                                             | Argentina                                                                | 1 – 0                                                                    | Brasile                                                                  | Campeonato Sudamericano de Football                                      | 0                                                                        |                                                                          |
| 30/10/1921                                                               | Buenos Aires                                                             | Argentina                                                                | 1 – 0                                                                    | Uruguay                                                                  | Campeonato Sudamericano de Football                                      | 0                                                                        |                                                                          |
| Totale                                                                   |                                                                          | Presenze                                                                 | 9                                                                        |                                                                          | Reti                                                                     | 0                                                                        |                                                                          |

## Palmarès

### Club

#### Competizioni nazionali
- Copa Campeonato: 2

Boca Juniors: 1919, 1920
- Copa de Competencia Jockey Club: 1

Boca Juniors: 1919
- Copa Ibarguren: 1

Boca Juniors: 1919
- Tie Cup: 1

Boca Juniors: 1919

### Nazionale
- Campeonato Sudamericano de Football: 1

Argentina 1921